# Lista de deputados estaduais de Tocantins da 9.ª legislatura
Esta é a lista de deputados estaduais de Tocantins para a legislatura 2019–2023. Nas eleições estaduais no Tocantins em 2018, em 7 de outubro, foram eleitos 24 deputados estaduais, dos quais 16 foram reeleitos.

## Composição das bancadas
| Partido       | Líder                   | Bancada | Posição      |
| ------------- | ----------------------- | ------- | ------------ |
| MDB           | Elenil da Penha         | 5 / 24  | Governo      |
| Solidariedade | Vilmar de Oliveira      | 3 / 24  | Governo      |
| PT            | Amália Santana          | 2 / 24  | Oposição     |
| PV            | Cláudia Lelis           | 2 / 24  | Independente |
| PSDB          | Olyntho Neto            | 2 / 24  | Governo      |
| PTC           | Cleiton Cardoso         | 1 / 24  | Governo      |
| PTB           | Toinho Andrade          | 1 / 24  | Governo      |
| Cidadania     | Eduardo do Dertins      | 1 / 24  | Governo      |
| DEM           | Eduardo Siqueira Campos | 1 / 24  | Governo      |
| PP            | Valderez Castelo Branco | 1 / 24  | Governo      |
| PSB           | Ricardo Ayres           | 1 / 24  | Governo      |
| PL            | Fabion Gomes            | 1 / 24  | Oposição     |
| PROS          | Professor Júnior Geo    | 1 / 24  | Governo      |
| PSL           | Vanda Monteiro          | 1 / 24  | Independente |
| PCdoB         | Ivory de Lira           | 1 / 24  | Governo      |

## Deputados Estaduais
| Nome                             | Partido       | Coligação                                                          | Votos nominais | Notas                                                  | Ref   |
| -------------------------------- | ------------- | ------------------------------------------------------------------ | -------------- | ------------------------------------------------------ | ----- |
| Léo Barbosa                      | Solidariedade | PHS - PROS - PP - DEM - AVANTE - PATRI - SOLIDARIEDADE - PRB - PTC | 23.477         |                                                        | [ 1 ] |
| Vilmar de Oliveira REELEITO      | Solidariedade | PHS - PROS - PP - DEM - AVANTE - PATRI - SOLIDARIEDADE - PRB - PTC | 23.255         |                                                        | [ 1 ] |
| Cleiton Cardoso REELEITO         | PTC           | PHS - PROS - PP - DEM - AVANTE - PATRI - SOLIDARIEDADE - PRB - PTC | 23.245         | O partido não alcançou a cláusula de barreira.         | [ 1 ] |
| Amelio Cayres REELEITO           | Solidariedade | PHS - PROS - PP - DEM - AVANTE - PATRI - SOLIDARIEDADE - PRB - PTC | 22.980         |                                                        | [ 1 ] |
| Jair Farias                      | MDB           | PHS - PROS - PP - DEM - AVANTE - PATRI - SOLIDARIEDADE - PRB - PTC | 22.952         | Eleito pelo Solidariedade.                             | [ 1 ] |
| Luana Ribeiro REELEITO           | PSDB          | PSB - PSDB - PR - PODE - MDB - PSC                                 | 19.084         |                                                        | [ 1 ] |
| Toinho Andrade REELEITO          | PTB           | PHS - PROS - PP - DEM - AVANTE - PATRI - SOLIDARIEDADE - PRB - PTC | 18.947         | Eleito pelo PHS.                                       | [ 1 ] |
| Eduardo do Dertins REELEITO      | Cidadania     | PPS - PPL - DC                                                     | 18.907         | O partido mudou de nome, antes se chamava PPS.         | [ 1 ] |
| Olyntho Neto REELEITO            | PSDB          | PSB - PSDB - PR - PODE - MDB - PSC                                 | 18.853         |                                                        | [ 1 ] |
| Eduardo Siqueira Campos REELEITO | DEM           | PHS - PROS - PP - DEM - AVANTE - PATRI - SOLIDARIEDADE - PRB - PTC | 17.951         |                                                        | [ 1 ] |
| Valderez Castelo Branco REELEITO | PP            | PHS - PROS - PP - DEM - AVANTE - PATRI - SOLIDARIEDADE - PRB - PTC | 17.790         |                                                        | [ 1 ] |
| Nilton Franco REELEITO           | MDB           | PSB - PSDB - PR - PODE - MDB - PSC                                 | 17.637         |                                                        | [ 1 ] |
| Ricardo Ayres REELEITO           | PSB           | PSB - PSDB - PR - PODE - MDB - PSC                                 | 17.024         |                                                        | [ 1 ] |
| Elenil da Penha REELEITO         | MDB           | PSB - PSDB - PR - PODE - MDB - PSC                                 | 16.826         |                                                        | [ 1 ] |
| Valdemar Júnior REELEITO         | MDB           | PSB - PSDB - PR - PODE - MDB - PSC                                 | 16.624         |                                                        | [ 1 ] |
| Jorge Frederico REELEITO         | MDB           | PSB - PSDB - PR - PODE - MDB - PSC                                 | 16.576         |                                                        | [ 1 ] |
| Fabion Gomes                     | PL            | PSB - PSDB - PR - PODE - MDB - PSC                                 | 14.367         | O partido mudou de nome, antes se chamava PR.          | [ 1 ] |
| Amália Santana REELEITA          | PT            | PT - PC do B                                                       | 13.193         |                                                        | [ 1 ] |
| Professor Júnior Geo             | PROS          | PHS - PROS - PP - DEM - AVANTE - PATRI - SOLIDARIEDADE - PRB - PTC | 10.944         |                                                        | [ 1 ] |
| Zé Roberto REELEITO              | PT            | PT - PC do B                                                       | 10.090         |                                                        | [ 1 ] |
| Issam Saado                      | PV            | REDE - PDT - PSD - PV - PTB                                        | 9.251          |                                                        | [ 1 ] |
| Vanda Monteiro                   | PSL           | PSL - PMB - PRP - PMN                                              | 7.796          |                                                        | [ 1 ] |
| Ivory de Lira                    | PCdoB         | PPS - PPL - DC                                                     | 7.300          | Eleito pelo PPL, o partido foi incorporado pelo PCdoB. | [ 1 ] |
| Cláudia Lelis                    | PV            | REDE - PDT - PSD - PV - PTB                                        | 6.746          |                                                        | [ 1 ] |